# Wade Ice Rise
Der Wade Ice Rise ist eine kleine Eiskuppel im Wordie-Schelfeis an der Fallières-Küste des Grahamlands auf der Antarktischen Halbinsel. Sie ragt 13 km nordwestlich der Triune Peaks auf.
Luftaufnahmen entstanden bei der US-amerikanischen Ronne Antarctic Research Expedition (1947–1948). Der Falkland Islands Dependencies Survey nahm 1958 Vermessungen vor. Das Advisory Committee on Antarctic Names benannte die Eiskuppel 1977 nach George W. Wade Jr., leitender Bauelektriker bei der United States Navy, der im antarktischen Winter 1970 zur Besetzung auf der Palmer-Station gehört hatte.